# Foot Ball Club Matera 1977-1978
Questa voce raccoglie le informazioni riguardanti il Foot Ball Club Matera nelle competizioni ufficiali della stagione 1977-1978.

## Rosa
| N. |                   | Ruolo | Calciatore         |
| -- | ----------------- | ----- | ------------------ |
| -  | Italia (bandiera) | P     | Vincenzo Antezza   |
| -  | Italia (bandiera) | P     | Luciano Camassa    |
| -  | Italia (bandiera) | P     | Adriano Casiraghi  |
| -  | Italia (bandiera) | D     | Angelo Angelino    |
| -  | Italia (bandiera) | D     | Francesco Coppola  |
| -  | Italia (bandiera) | D     | Leonardo Generoso  |
| -  | Italia (bandiera) | D     | Antonino Imborgia  |
| -  | Italia (bandiera) | D     | Vito Petruzzelli   |
| -  | Italia (bandiera) | C     | Luciano Aprile     |
| -  | Italia (bandiera) | C     | Domenico De Giglio |
| -  | Italia (bandiera) | C     | Claudio Gambini    |

| N. |                   | Ruolo | Calciatore         |
| -- | ----------------- | ----- | ------------------ |
| -  | Italia (bandiera) | C     | Diego Giannattasio |
| -  | Italia (bandiera) | C     | Mario Morello      |
| -  | Italia (bandiera) | C     | Paolo Pavese       |
| -  | Italia (bandiera) | C     | Pietro Quinto      |
| -  | Italia (bandiera) | C     | Giovanni Romita    |
| -  | Italia (bandiera) | C     | Michele Sassanelli |
| -  | Italia (bandiera) | A     | Aldo Busilacchi    |
| -  | Italia (bandiera) | A     | Angelo Carella     |
| -  | Italia (bandiera) | A     | Walter Chisena     |
| -  | Italia (bandiera) | A     | Giovanni Picat Re  |

## Risultati

### Serie C

#### Girone di andata
| 1ª giornata | Matera | 4 – 1 | Latina |  |

| 2ª giornata | Benevento | 2 – 0 | Matera |  |

| 3ª giornata | Matera | 0 – 0 | Pro Cavese |  |

| 4ª giornata | Barletta | 2 – 1 | Matera |  |

| 5ª giornata | Nocerina | 1 – 0 | Matera |  |

| 6ª giornata | Matera | 1 – 1 | Salernitana |  |

| 7ª giornata | Siracusa | 0 – 1 | Matera |  |

| 8ª giornata | Matera | 0 – 1 | Brindisi |  |

| 9ª giornata | Trapani | 1 – 1 | Matera |  |

| 10ª giornata | Campobasso | 1 – 0 | Matera |  |

| 11ª giornata | Matera | 1 – 0 | Crotone |  |

| 12ª giornata | Sorrento | 1 – 1 | Matera |  |

| 13ª giornata | Matera | 2 – 0 | Marsala |  |

| 14ª giornata | Pro Vasto | 3 – 3 | Matera |  |

| 15ª giornata | Matera | 5 – 0 | Turris |  |

| 16ª giornata | Matera | 1 – 1 | Reggina |  |

| 17ª giornata | Paganese | 1 – 1 | Matera |  |

| 18ª giornata | Matera | 1 – 0 | Ragusa |  |

| 19ª giornata | Catania | 1 – 0 | Matera |  |

#### Girone di ritorno
| 20ª giornata | Latina | 1 – 0 | Matera |  |

| 21ª giornata | Matera | 1 – 1 | Benevento |  |

| 22ª giornata | Pro Cavese | 0 – 0 | Matera |  |

| 23ª giornata | Matera | 1 – 1 | Barletta |  |

| 24ª giornata | Matera | 1 – 1 | Nocerina |  |

| 25ª giornata | Salernitana | 2 – 0 | Matera |  |

| 26ª giornata | Matera | 1 – 0 | Siracusa |  |

| 27ª giornata | Brindisi | 1 – 1 | Matera |  |

| 28ª giornata | Matera | 1 – 0 | Trapani |  |

| 29ª giornata | Matera | 2 – 0 | Campobasso |  |

| 30ª giornata | Crotone | 0 – 0 | Matera |  |

| 31ª giornata | Matera | 1 – 0 | Sorrento |  |

| 32ª giornata | Marsala | 0 – 1 | Matera |  |

| 33ª giornata | Matera | 1 – 0 | Pro Vasto |  |

| 34ª giornata | Turris | 1 – 0 | Matera |  |

| 35ª giornata | Reggina | 1 – 0 | Matera |  |

| 36ª giornata | Matera | 0 – 0 | Paganese |  |

| 37ª giornata | Ragusa | 1 – 1 | Matera |  |

| 38ª giornata | Matera | 0 – 1 | Catania |  |

### Coppa Italia Semiprofessionisti

#### Fase eliminatoria a gironi
| 1ª giornata | Potenza | 1 – 1 | Matera |  |

| 2ª giornata | Barletta | 0 – 1 | Matera |  |

| 3ª giornata | Matera | 0 – 0 | Potenza |  |

| 4ª giornata | Matera | 2 – 0 | Barletta |  |

#### Fase finale
| Sedicesimi di finale - Andata | Crotone | 2 – 1 | Matera |  |

| Sedicesimi di finale - Ritorno               | Matera               | 3 – 2 (d.t.s.) | Crotone |  |
| \| \| \| \| \| \| Tiri di rigore 3 – 4 \| \| |                      |                |         |  |
|                                              |                      |                |         |  |
|                                              | Tiri di rigore 3 – 4 |                |         |  |

## Statistiche

### Statistiche di squadra
| Competizione                    | Punti | Totale | Totale | Totale | Totale | Totale | Totale |
| Competizione                    | Punti | G      | V      | N      | P      | Gf     | Gs     |
| ------------------------------- | ----- | ------ | ------ | ------ | ------ | ------ | ------ |
| Serie C                         | 39    | 38     | 12     | 15     | 11     | 35     | 28     |
| Coppa Italia Semiprofessionisti | -     | 6      | 3      | 2      | 1      | 8      | 5      |

### Statistiche dei giocatori
| Giocatore       | Campionato | Campionato |
| Giocatore       | Pres       | Gol        |
| --------------- | ---------- | ---------- |
| A. Angelino     | 23         | 0          |
| V. Antezza      | 1          |            |
| L. Aprile       | 26         | 2          |
| A. Busilacchi   | 2          | 0          |
| L. Camassa      | -          |            |
| A. Carella      | 28         | 6          |
| A. Casiraghi    | 38         |            |
| W. Chisena      | 4          | 2          |
| F. Coppola      | 17         | 0          |
| D. De Giglio    | 5          | 0          |
| C. Gambini      | 38         | 0          |
| L. Generoso     | 36         | 1          |
| D. Giannattasio | 34         | 1          |
| A. Imborgia     | 29         | 0          |
| M. Morello      | 30         | 2          |
| P. Pavese       | 14         | 1          |
| V. Petruzzelli  | 34         | 3          |
| G. Picat Re     | 36         | 12         |
| P. Quinto       | 14         | 0          |
| G. Romita       | 11         | 0          |
| M. Sassanelli   | 27         | 2          |